# Katastrofa lotnicza w Moskwie (1935)
Katastrofa na paradzie lotniczej w Moskwie – katastrofa lotnicza, do której doszło 18 maja 1935 roku w Moskwie. Samolot ANT-20 Maksym Gorki wykonujący pokazowy lot, zderzył się z samolotem myśliwskim I-5 pilotowanym przez Nikołaja Błagina. Zginęły 52 osoby (członkowie załogi, 33 członków rodzin konstruktorów ANT-20, 7 osób na ziemi i Błagin). 
Feralnego dnia Tupolew ANT-20 Maksym Gorki miał wykonać ostatni lot na pokazie lotniczym w Moskwie. Wówczas był to największy samolot na świecie. Samolot wystartował z lotniska i miał lecieć z trzema mniejszymi maszynami: ANT-14, R-5, oraz I-5. Podczas tego lotu, pilot towarzyszącego mu myśliwca I-5, Nikołaj Błagin, próbował wykonać pętlę wokół skrzydła „Maksyma Gorkiego”. Uderzył w nie, w wyniku czego obie maszyny runęły na ziemię. Zginęły 52 osoby. Oficjalną przyczyną kolizji był błąd pilota I-5, który według komunistycznych władz nie uzyskał zgody na ten ryzykowny manewr. Istnieje jednak również wersja, według której feralna pętla wokół skrzydła ANT-20 była w planach pokazu, a Błagin otrzymał nieoficjalnie rozkaz jej wykonania; świadczyć o tym może także fakt, że w innym samolocie leciała ekipa kroniki filmowej, jakby z zamiarem sfilmowania śmiałego manewru.